# Геленувка (Свентокшиське воєводство)
Геленувка (пол. Helenówka) — село в Польщі, у гміні Імельно Єнджейовського повіту Свентокшиського воєводства.
Населення — 253 особи (2011).
У 1975-1998 роках село належало до Келецького воєводства.

## Демографія
Демографічна структура на день 31 березня 2011 року:
|          | Загалом | Допрацездатний вік | Працездатний вік | Постпрацездатний вік |
| -------- | ------- | ------------------ | ---------------- | -------------------- |
| Чоловіки | 139     | 45                 | 84               | 10                   |
| Жінки    | 114     | 23                 | 66               | 25                   |
| Разом    | 253     | 68                 | 150              | 35                   |